# 西夏中興行省
西夏中興行省是直属元朝的一级行政区，其省会曾由兴庆府移置甘州府，最终并入甘肃行省。

## 历史
元中统二年（1261年），忽必烈下令立西夏中兴行省，省会在西夏故都中兴府（今宁夏银川市）。因蒙古灭西夏之战以及地震等自然灾害使得宁夏地区人口锐减，西夏中兴行省建制多次变化。
至元八年，立西夏中兴等路行尚书省。至元九年，又改为西夏行中书省。

## 辖地
管辖范围包括现在的宁夏全境、内蒙古中西部（阿拉善）、甘肃中东部、青海西宁所在的湟水谷地。
灵州、鸣沙州、应理州、山丹州（行省直隶）、西宁州（吐番青唐城，至元二十三年，置西宁州等处拘榷课程所）、兀刺海路（今内蒙古乌拉特中旗）等地。